# Macharen
Macharen est un village néerlandais de la commune d'Oss au nord-est de la province du Brabant-Septentrional. Le 1er janvier 2005, Macharen compte 733 habitants.

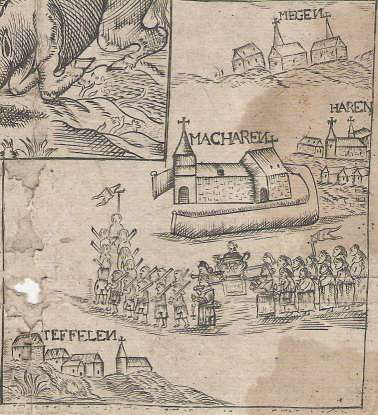
Macharen, procession de Ste Odrada, dessin de 1699.

Macharen appartenait depuis des siècles au comté de Megen. En 1810 la commune de Haren en Macharen est formée, pour quelques années seulement, puisqu'en 1822, cette ancienne
commune est réintégrée à la commune de Megen, appelée alors Megen, Haren en Macharen, qui à son tour en 1994 est annexée à la commune d'Oss.
Macharen est situé sur un bras mort de la Meuse. Jusqu'à la canalisation de la Meuse et la fermeture, en 1942, du Déversoir de Beers, le village a vécu dans la peur des inondations, qui ont freiné son développement. Le village a une écluse sur la Meuse. Le village est lié à Oss par le Burgemeester Delenkanaal.
L'église paroissiale de style néogothique est consacrée à saint Pierre et date de 1862, la tour date en partie du Moyen Âge. Une chapelle de 1773 est consacrée à Notre-Dame-des-Douleurs. Macharen garde depuis 1633 et 1691 deux reliques de sainte Odrada, vierge du VIIe – VIIIe siècle. Le pèlerinage de cette sainte a été d'importance régionale et en 1850 on a érigé une chapelle à son honneur.

## Galerie d'images

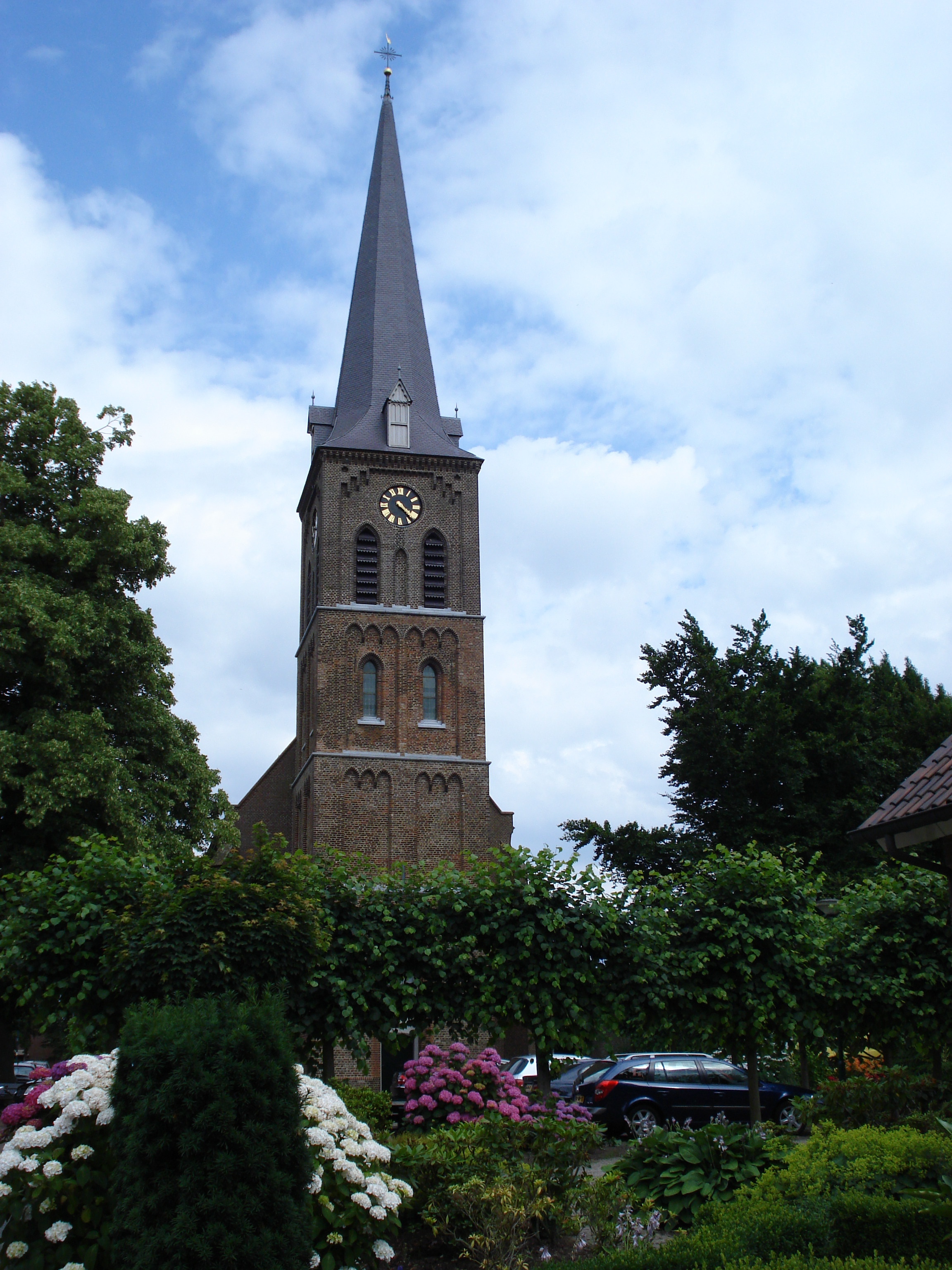
Macharen, l'église.
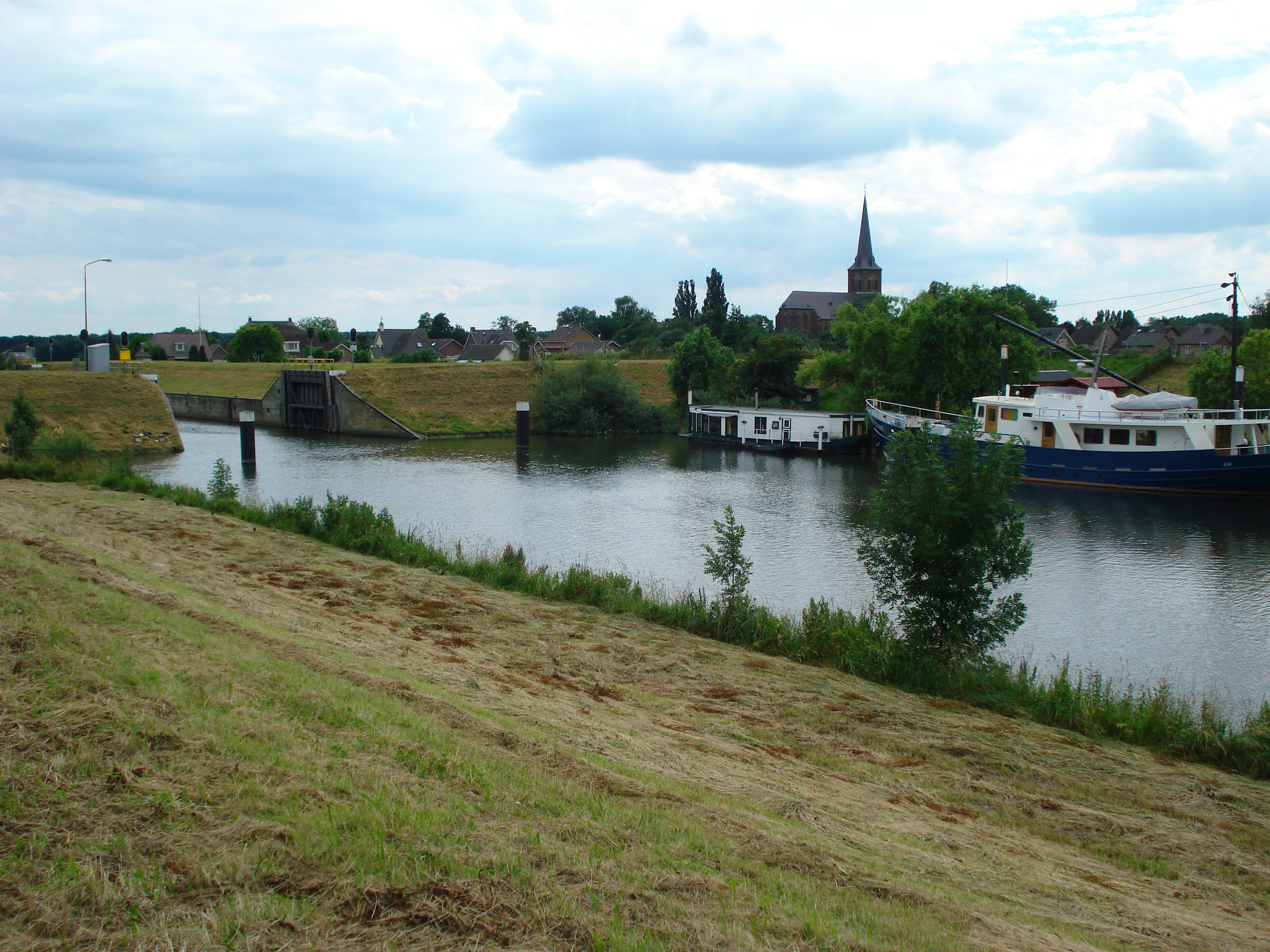
Macharen, vue sur le village.
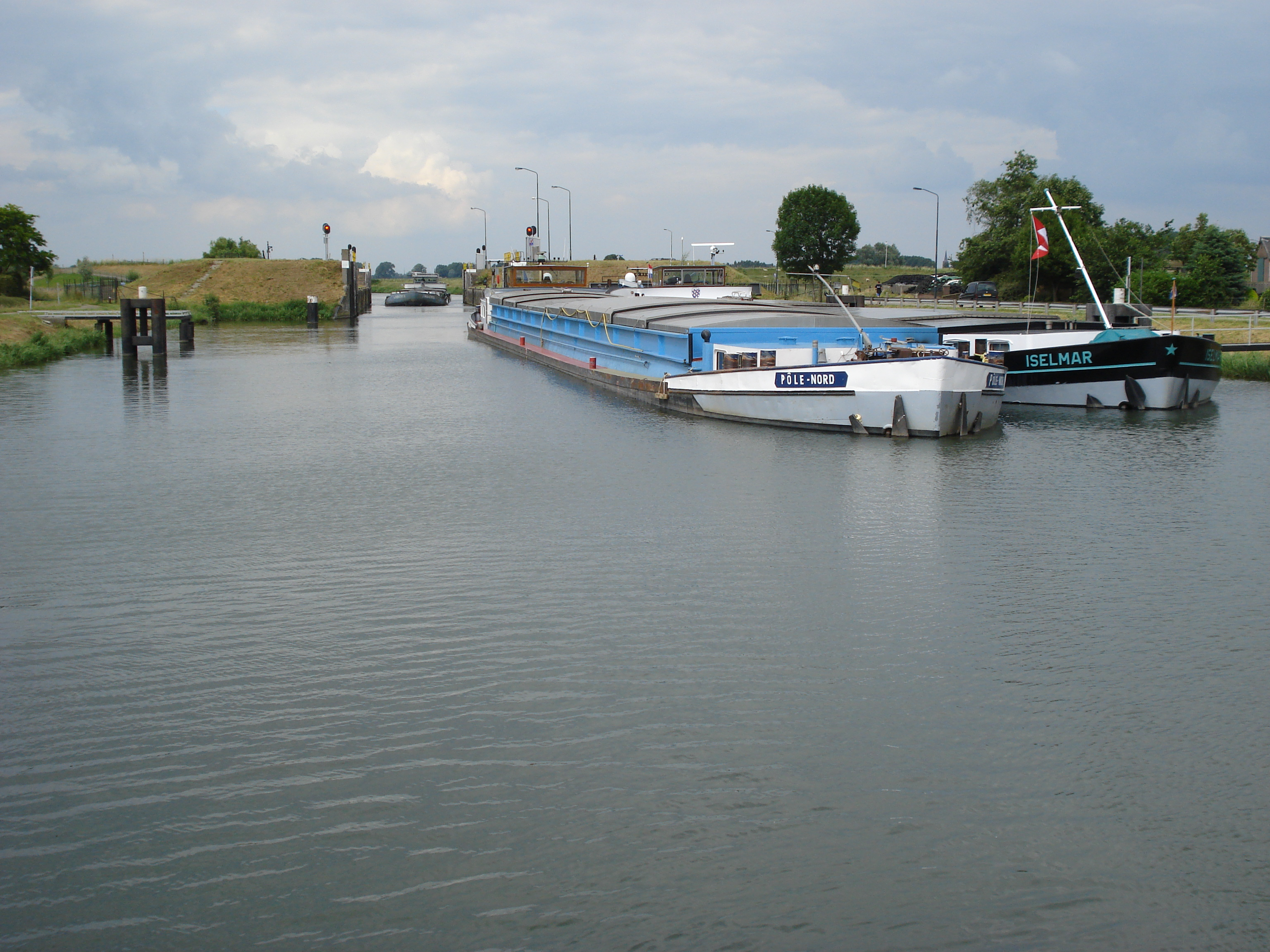
Macharen, écluse du Burgemeester Delenkanaal.
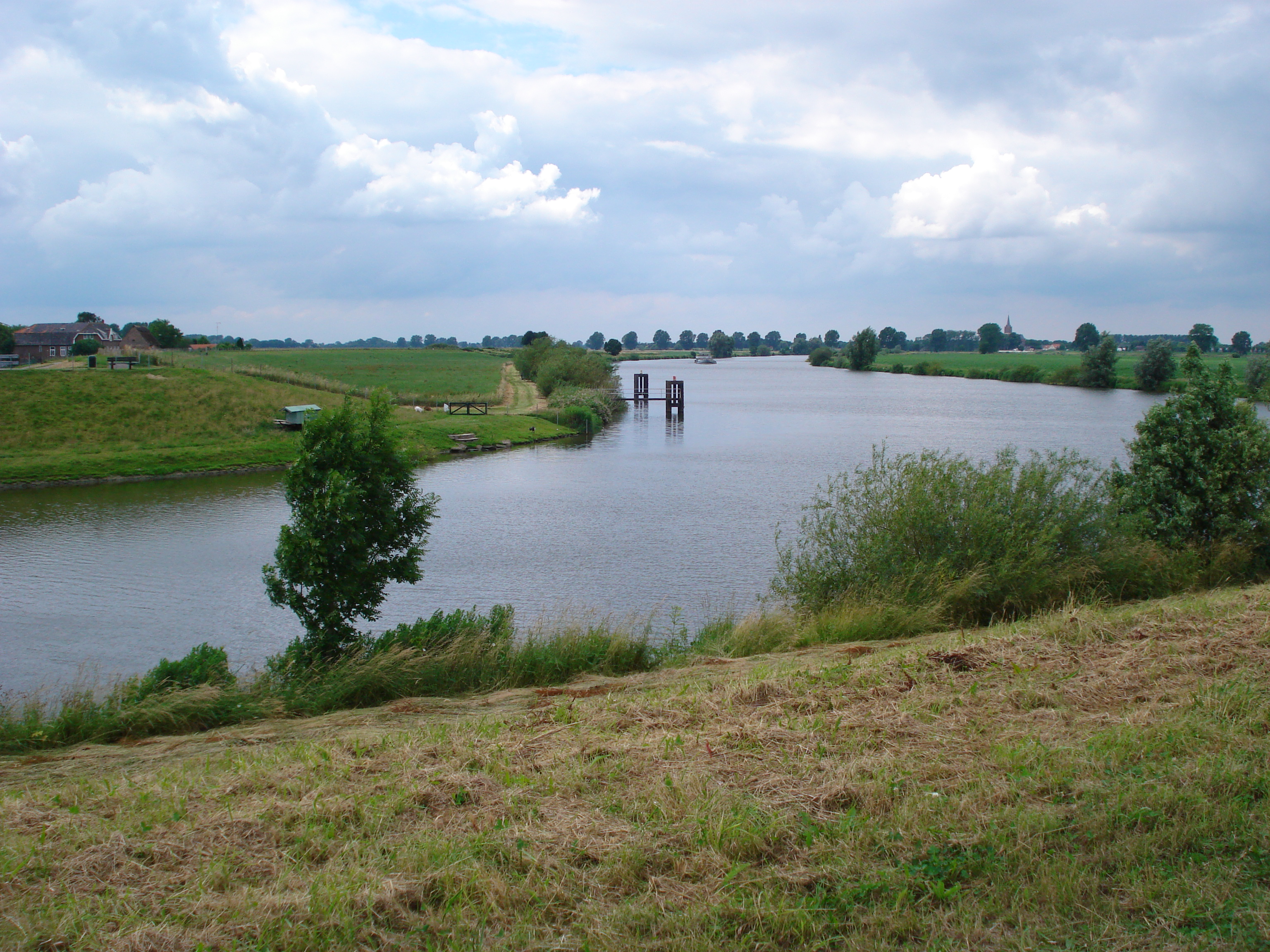
Macharen, le Burgemeester Delenkanaal débute dans un ancien bras de la Meuse.